# 프랑스 식민제국 기 목록
일부 식민지들, 보호령, 프랑스 식민제국의 위임통치령이 사용했던 식민 깃발들이다. 가장 흔한 형태는 영국처럼, 프랑스 국기를 왼쪽 맨위에 집어넣어 칸톤 깃발 형태로 만드는 것이다.

## 삼색기를 포함한칸톤형태의 깃발

### 빨간 바탕
- 프랑스령 라오스: 1893년 라오스는 프랑스령 인도차이나의 일부였다. 루앙 프라방 왕국의 국기에 삼색기를 더하고, 빨간색과 하얀색의 머리가 3개달린 코끼리와 파라솔을 추가했다.
- 프랑스령 모로코: 1919년부터 1953년까지 보호령이었던 모로코는 국기에다가 삼색기를 추가하여 칸톤형태로 사용하였다.
- 프렁스령 튀니지: 1881년부터 1956년까지 프랑스의 보호령이었던 튀니지는 국기에 모로코처럼 삼색기만 넣어서 사용했다.
- 왈리스 푸투나: 공식적인 깃발은 아니다. 공식적으로는 프랑스의 삼색기를 쓴다. 빨간 바탕에 흰 삼각형 4개가 모여 만들어진 사각형 모양이 중앙에 있고 역시 왼쪽 위에 삼색기가 있다.
- 프랑스령 폴리네시아: 1858년부터 1889년까지 프랑스의 보호령이었던 프랑스령 폴리네시아의 국기. 시리아국이나 타히티보호령처럼 비슷한 디자인에 빨간색 제거하고 대신 국기 가운데 RURUTU 라고 쓰여진 알파벳 글을 추가된 국기 디자인.

프랑스령 라오스의 기
프랑스령 모로코의 기
프랑스령 튀니지의 기
왈리스 푸투나의 기
타히티 보호령의 기
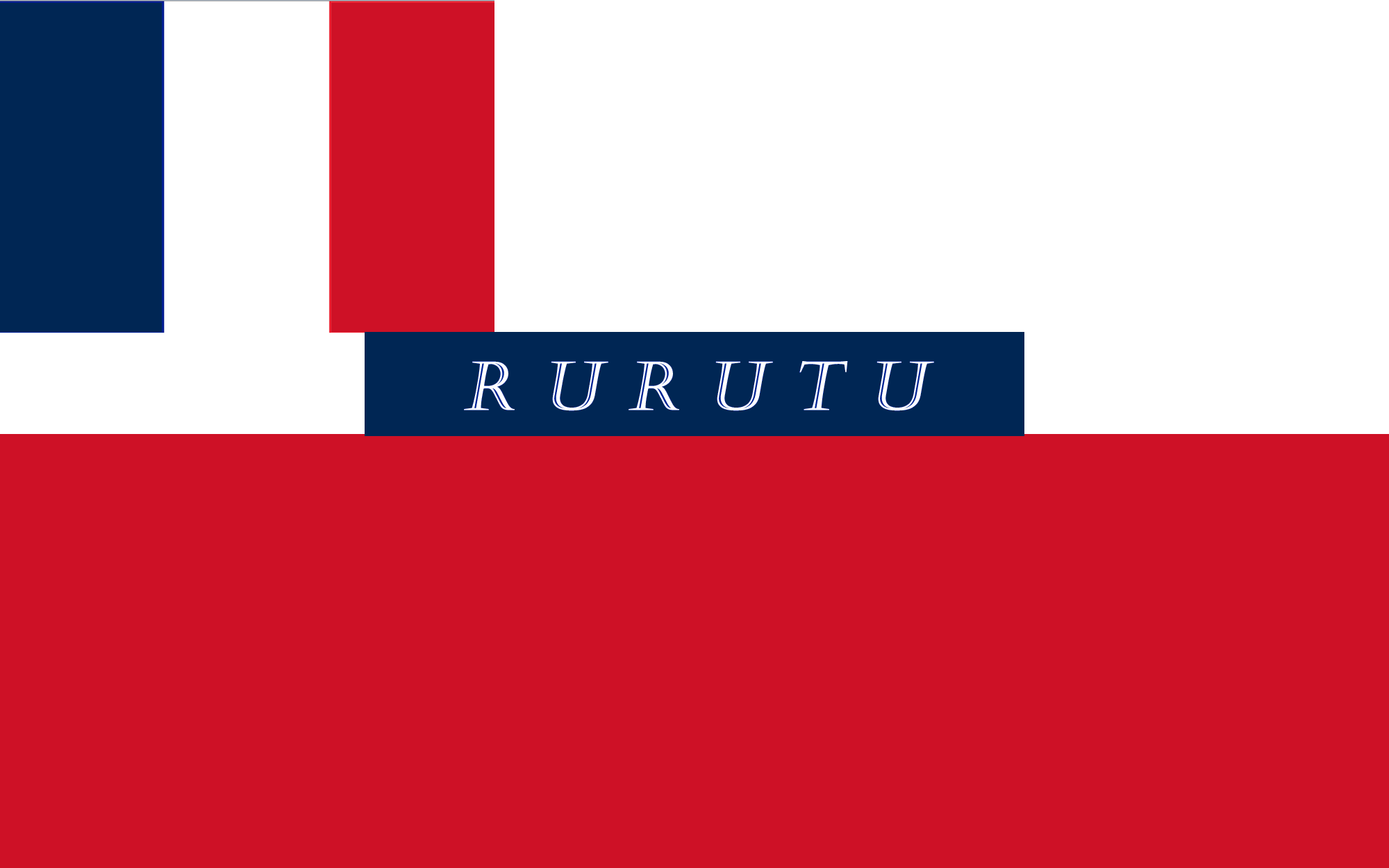
프랑스령 폴리네시아의 기

### 파랑 바탕
- 다마스쿠스: 1922년부터 1925년까지 프랑스의 위임통치령이었던 시리아의 일부였다. 진한 파란색 바탕에 가운데에 하얀 원이있다. 왼쪽위에 삼색기가 있는 칸톤형태이다.
- 시리아: 파란색 바탕에 중앙에 흰색 초승달이 있고 왼쪽위에 삼색기가 있는 칸톤형태이다. 흰 초승달은 이슬람교를 의미한다.
- 프랑스령 남방 및 남극 지역 : 파란색 바탕에 프랑스령 남방 및 남극의 프랑스어 약자인 TAAF와 별 5개가 아래 있는 기이다.

다마스쿠스의 기
시리아의 기
프랑스령 남방 및 남극 지역의 기

### 흰 바탕
- 알레포: 흰바탕에 꼭짓점이 다섯개인 노란색 계열의 별이 3개가 삼각형 형태로 오른쪽에 떠있다.
- 라타키아: 흰바탕에 전체 국기 크기의 9분의 1정도되는 삼색기가 왼쪽 위에 있고, 빨간 삼각형이 국기가 없는 오른쪽 위와 아래, 왼쪽아래에 위치하고 있다. 햇빛을 표현한 꼭짓점이 16개인 노란별이 가운데 떠있다.

알레포의 기
라타키아의 기

### 초록 바탕
- 토고: 1957년부터 1958년까지 약 1년여정도 사용됐다. 바탕은 초록색이며 왼쪽 아래와, 오른쪽 위에 흰 별이 있다.
- 시리아: 1922년부터 1932년까지 사용하였으며, 초록-하양-초록 바탕으로 이루어져 있다.
- 가이아나: 1886년부터 1887년까지 사용한 국기, 프랑스령 인도차이나의 국기와 비슷한 디자인이다.

토고의 기
시리아의 기
가이아나의 기

### 노랑 바탕
- 통킹과 안남 : 프랑스령 인도차이나의 일부이며, 깃발은 노랑 바탕에 왼쪽위에 삼색기가 있다. 코친차이나(프랑스령 코친차이나), 베트남 제국, 베트남국, 베트남 공화국의 국기가 이 깃발의 영향을 상당히 받는다.

통킹과 안남의 기

### 다색 바탕
- 자발 드루즈국: 프랑스 위임통치령 시리아에 1920년부터 1924년까지 존재했던 자치공화국이다. 바탕은 초록, 빨강, 노랑, 파랑, 하얀색이다.
- 가봉: 1959년부터 1960년까지 초록과 파랑 바탕 중간에 노랑 줄무늬가 그려진 깃발이다.

자발 드루즈국의 기
가봉의 기

## 다른 디자인

### 삼색기를 변형시킨 형태

레바논: 1920년부터 1943년까지 프랑스 위임 통치령이었던 대레바논은 프랑스의 삼색기 가운데에 초록색 레바논시다를 넣었다.
- 프랑스령 수단: 1958년부터 1959년까지 약 1년간 프랑스의 삼색기 가운데에 검은 인간의 형상을 넣었다.
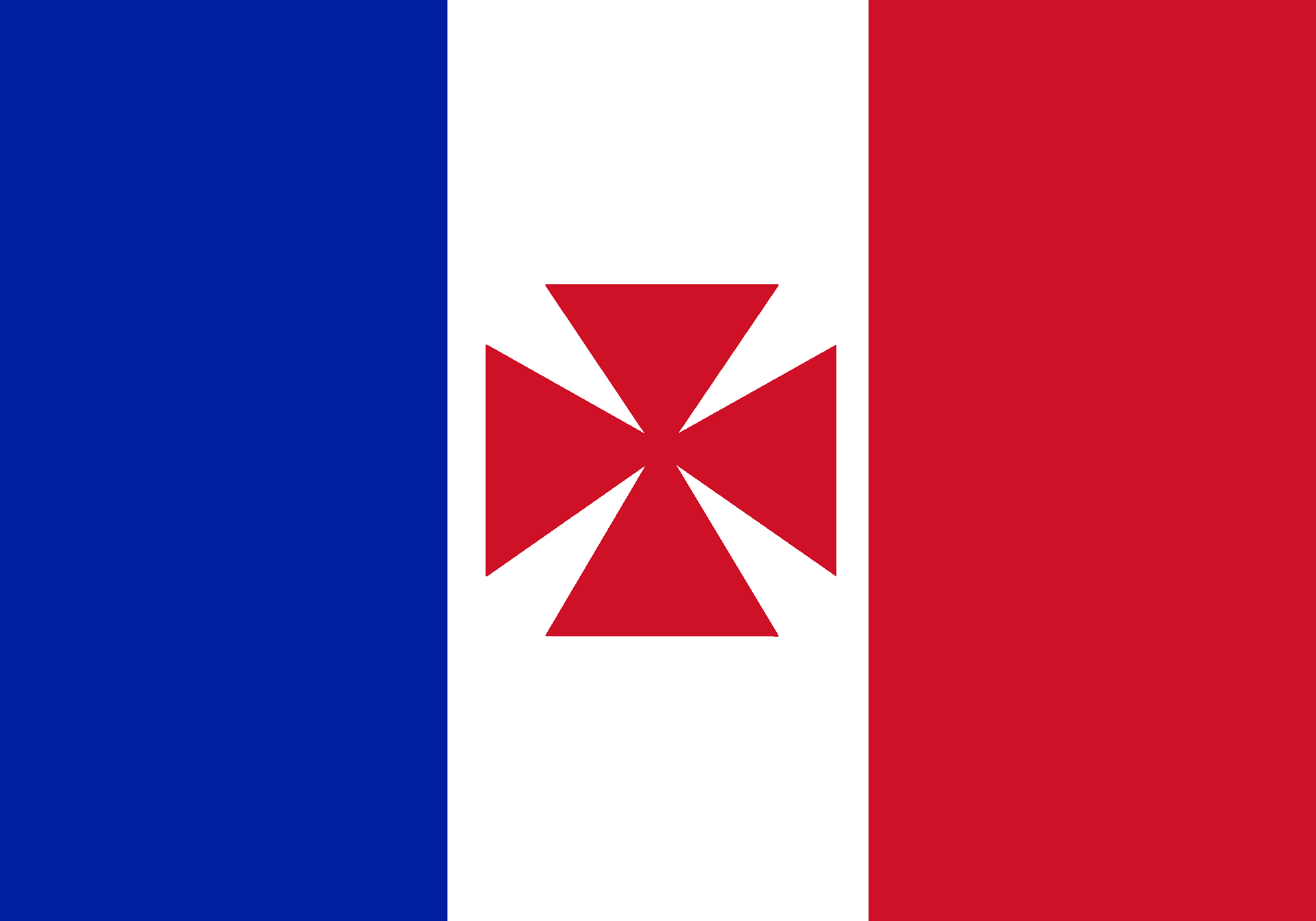
왈리스 푸투나: 1860년부터 1886년까지 사용한 국기,
마다가스카르: 1885년부터 1895년까지 사용한 국기,

대레바논의 국기 (1920-1946)
현재의 레바논의 국기

- 프랑스령 수단의 기
- 왈리스 푸투나의 국기
- 마다가스카르의 국기

### 다른 디자인
- 프랑스령 폴리네시아: 가로 빨강-하양-빨강 형태에 가운데에 보트, 해, 파도가 그려진 국장이 있다.
- 자르 보호령: 프랑스의 삼색기의 영향을 받은 파랑-빨강 형태에 하얀색 십자가가 그려져 있다.
- 프랑스령 루이지애나: 하얀색 바탕의 프랑스 문장이 그려져 있다.
- 프랑스령 알제리: 러시아의 국기 색상 줄무늬 형태.

프랑스령 폴리네시아의 국기
자르 보호령의 기
프랑스령 루이지애나의 국기
프랑스령 알제리의 국기

## 같이 보기
- 프랑스의 식민지 목록